# Vati József

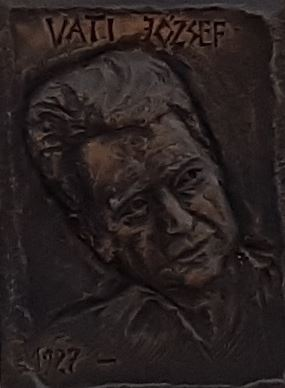
Vati József

Vati József (Dombóvár, 1927. szeptember 17. – 2017) magyar festőművész.

## Életpálya
Dombóváron született, középiskolai tanulmányait az Esterházy Miklós Nádor Főgimnáziumban végezte, Marczell György festőművész, gimn. rajztanár felfedezettje. 1947-ben érettségizik, majd a budapesti NÉKOSZ Derkovits Művészeti Kollégiumába kerül.
1953-ban végezte a Magyar Képzőművészeti Főiskolát Kmetty János, Szőnyi István és Poór Bertalan tanítványa volt. 1955-től 1972-ig Miskolcon a Művésztelepen dolgozik. 2017-ben hunyt el.

## Egyéni kiállítások

### Magyarországon
- Szőnyi Terem, Miskolc – 1962, 1973
- Mednyánszky Terem, Budapest – 1975
- Csók Galéria, Budapest – 1977
- Medgyessy Terem, Debrecen – 1979
- Szinyei Terem, Szekszárd – 1980
- Ferenczy Terem, Pécs – 1981
- Gulácsy Terem, Szeged – 1983
- Rudnay Terem, Eger – 1984

### Külföldön
Európa, USA, Japán és Tajvan nagyvárosaiban 1954-től

## Válogatott csoportos kiállítások
- SZOT-ösztöndíjasok kiállítása, Magyar Nemzeti Galéria, Budapest – 1986
- Kilencek, Műcsarnok, Budapest – 1966, 1968
- csoportos kiállítás, Dombóvár – 1965, 1984

## Tagság
- Kilencek alapító tagja – 1966

## Díjak, elismerések
- SZOT-ösztöndíj – 1980
- Munkácsy Mihály-díj – 1966
- Derkovits-ösztöndíj – 1956-59

## Emlékezete
- Kerámia portré a Dombóvári Pantheonban – Ivanich üzletház árkádjának falán Dombóváron – 2012[4]